# قهرمانان متحد (مجموعه انیمیشن مارول)
قهرمانان متحد سری انیمیشنی است که از مارول انیمیشن منتشر شده‌است اولین قسمت از این مجموعه مرد آهنی و هالک، دومین قسمت مرد آهنی و کاپیتان آمریکا می‌باشد
| سال                  | فیلم                      | شماره    | ناخالص (US$ فروش) | واحد (ما فروش) | Refs. |
| -------------------- | ------------------------- | -------- | ----------------- | -------------- | ----- |
| 2013 مرد آهنی و هالک | ۱                         | $۳۲۵٬۹۸۶ |                   | [ ۱ ]          |       |
| 2014                 | مرد آهنی و کاپیتان آمریکا | ۲        |                   |                |       |

## مرد آهنی و هالک
مرد آهنی و هالک: قهرمانان متحد یک فیلم انیمیشن ویدئویی فیلم است که توسط مارول انیمیشن تولید شده‌است. ستاره‌های فیلم آدریان پاسدار به عنوان مرد آهنی، فرد تاتاسیور به عنوان هالک/بنر و دی بردلی بیکر به عنوان زیزیزیاکس.

## مرد آهنی و کاپیتان آمریکا
مرد آهنی و کاپیتان آمریکا یک فیلم انیمیشنویدئویی است که توسط مارول انیمیشن تولید شده‌است. این ستاره کیوان پاسدار به عنوان مرد آهنی و راجر کریگ اسمیت به عنوان کاپیتان آمریکا است.

### تاریخچه تولید
زمانی که این فیلم در تولید بود کلیپی منتشر شد که در سال ۲۰۱۴ این فیلم به اجرا خواهد آمد.